# AFC Metalul Buzău
Asociația Fotbal Club Metalul Buzău, cunoscut sub numele de Metalul Buzău, sau pe scurt Metalul, este un club profesionist de fotbal din Buzău, România, ce evoluează în prezent în Liga a II-a. În ciuda faptului că este cel mai vechi club din localitate, Metalul Buzău a trăit întotdeauna în umbra echipei Gloria Buzău.
În ciuda acestui fapt, Metalul Buzău beneficiază de "Peluza Vulturii Sud", prezentă la meciurile de acasă și din deplasare. []
Deși a petrecut mulți ani în ultimele ligi inferioare ale României, Metalul Buzău a promovat în Liga a II-a, în vara anului 2024, în același sezon în care cealaltă echipă din oraș, Gloria Buzău, a promovat în SuperLiga României.

## Istorie

### Inceputul
AFC Metalul Buzău a fost înființat în anul 1954 sub denumirea AS Metalul Buzău de către Întreprinderea de Utilaj Tehnologic (IUT) Buzău. De la început, clubul a evouat în divizia județană până în toamna anului 1966, când a promovat în Liga a III-a. În 1971 a avut loc o reorganizare fotbalistică în oraș, astfel fiind fondată FC Gloria Buzău, care a preluat o parte din jucătorii Metalului și locul acestuia în Divizia C. Gloria reușește în anul competițional 1971-1972 să ocupe primul loc în serie și, după un baraj disputat la Ploiești, să promoveze în Divizia B.
Echipa Metalul a fost reînființată în 1982, iar în 1996, în urma asocierii cu CORD Buzău, și-a schimbat numele în Metalcord Buzău. După sezonul 2005–2006, echipa a retrogradat din Liga a III-a. În 2007 clubul a revenit la denumirea AS Metalul până la preluarea formației de către Revicom Oil când a devenit AFC Metalul.
A mai reușit să promoveze înapoi în Liga a III-a în anul 2017, când a câștigat Liga a IV-a Buzău și a învins în barajul cu CS Amara cu scorul general de 9-2 și a promovat înapoi în Liga a III -a după 10 ani de absență. În acel sezon, a terminat campionatul pe locul 5.. 

### Performanțe în Cupa României
În sezonul 2019–2020, Metalul a realizat cea mai bună performanță a clubului în Cupa României când a ajuns în optimile de finală, după ce s-a impus în fața Avântului Zărnești (în turul 2, 3–0 la masa verde după ce meciul a fost întrerupt în prelungiri la 5–5 când Metalul urma să execute un penalty), SCM Gloria Buzău (3–2 după lovituri de departajare; turul 3), CSM Focșani (turul 4, 1-0 după prelungiri; runda a IV-a), FK Csikszereda (1-0; șaisprezecimi de finală) și elimiată de CSM Politehnica Iași (0-3; optimi de finală).
O performanță echivalentă a realizat și în sezonul 2024–2025 în care, pornind cu statut de echipa de Liga a II-a, s-a calificat în faza grupelor Cupei României.

## Parcursul competițional
| Sezon   | Nivel | Divizie                     | Loc   | Note      | Cupa României |
| ------- | ----- | --------------------------- | ----- | --------- | ------------- |
| 2025-26 | 2     | Liga a II-a                 | TBD   |           | TBD           |
| 2024–25 | 2     | Liga a II-a                 | 10    |           | Sferturi      |
| 2023–24 | 3     | Liga a III-a (Seria a II-a) | 1 (C) | Promovată |               |
| 2022–23 | 3     | Liga a III-a (Seria a II-a) | 1 (C) |           |               |
| 2021–22 | 3     | Liga a III-a (Seria a II-a) | 4     |           |               |
| 2020–21 | 3     | Liga a III-a (Seria a IV-a) | 4     |           |               |
| 2019–20 | 3     | Liga a III-a (Seria a II-a) | 11    |           | Optimi        |

| Sezon   | Nivel | Divizie                     | Loc   | Note         | Cupa României |
| ------- | ----- | --------------------------- | ----- | ------------ | ------------- |
| 2018–19 | 3     | Liga a III-a (Seria I)      | 7     |              |               |
| 2017–18 | 3     | Liga a III-a (Seria a II-a) | 5     |              |               |
| 2016–17 | 4     | Liga a IV-a (BZ)            | 1 (C) | Promovată    |               |
| 2005–06 | 3     | Divizia C (Seria a II-a)    | 12    | Retrogradată |               |
| 2004–05 | 4     | Divizia D (BZ)              | 1 (C) | Promovată    |               |
| 1991-92 | 3     | Divizia C (Seria a IV-a)    | 8     | Retrogradată |               |
| 1990–91 | 3     | Divizia C (Seria a III-a)   | 4     |              |               |

## Structura

### Stadion
Echipa își dispută partidele pe teren propriu pe Stadionul Cornel Negoescu, terenul al doilea al complexului sportiv din Crâng. Terenul are gazon artificial începând cu anul 2007.

## Rivalități
Deși este cel mai vechi club de fotbal activ din județul Buzău, Metalul a trăit mereu în umbra Gloriei Buzău și, după 2015, a lui FC Buzău.

## Oficialii clubului

### Consiliul de administrație
| Rol                         | Nume                                  |
| --------------------------- | ------------------------------------- |
| Proprietarii                | Consiliul Județean Buzău Mircea Benga |
| Președinte de onoare        | Valentin Iancu                        |
| Președinte                  | Gheorghe Guiu                         |
| Vice-președinte             | Patrick Benga                         |
| Director sportiv            | Cristian Fogarassy                    |
| Contabil                    | George Pașoi                          |
| Avocat sportiv              | Cosmin Bărbieru                       |
| Avocat Administrativ        | Antoaneta Mereacre                    |
| Delega                      | Cosmin Bălan                          |
| Ofițer de presă             | Andrei Pițigoi                        |
| Administratorul stadionului | Dumitru Marin                         |

## Palmares
Liga a III-a
- Campioană (1): Seria 2 2023-2024

Liga a IV-a Buzău
- Campioană (1): 1989-1990, 2016-2017

Cupa României
- Sferturi (1): 2024–2025

## Lotul actual
La 16 iulie 2025.
| Nr. |         | Poziție | Jucător              |
| --- | ------- | ------- | -------------------- |
|     | România | P       | George Micle⁠(d)      |
|     | România | F       | Darius Grosu         |
|     | România | M       | Alin George Nica⁠(d)  |
|     | Elveția | F       | Davide Jozić⁠(d)      |
|     | România | A       | Valentin Robu⁠(d)     |
|     | România | F       | Marian Manea⁠(d)      |
|     | România | F       | Ciprian Perju⁠(d)     |
|     | România | M       | Claudiu Juncănaru⁠(d) |
|     | România | M       | Alin Manea           |

| Nr. |         | Poziție | Jucător                 |
| --- | ------- | ------- | ----------------------- |
|     | România | M       | Cristian Balgiu⁠(d)      |
|     | România | A       | Sabin Moldovan⁠(d)       |
|     | România | P       | Relu Stoian             |
|     | România | F       | Alberto Olaru⁠(d)        |
|     | România | M       | Șaim Tudor⁠(d)           |
|     | România | M       | Claudiu Borțoneanu⁠(d)   |
|     | România | P       | Iulian Dinu⁠(d)          |
|     | România | P       | Rareș Șerban⁠(d)         |
|     | România | M       | Matei Constantinescu⁠(d) |

### Personalul tehnic
| Rol                 | Nume          |
| ------------------- | ------------- |
| Antrenor            | Valentin Stan |
| Antrenor secund     | Patrick Benga |
| Antrenor de portari | Ștefan Leu    |